# Chữ Vạn

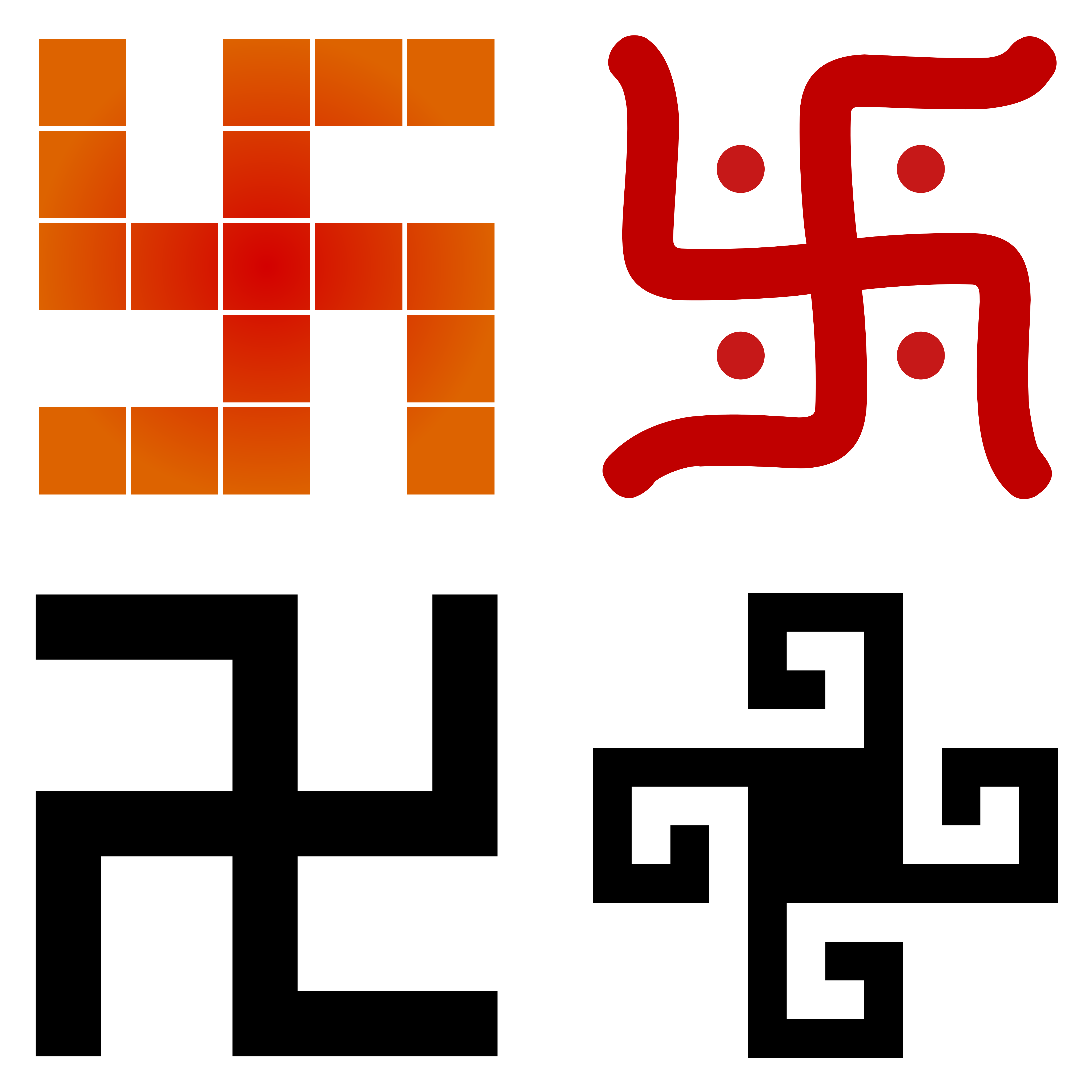
Chữ Vạn là một biểu tượng có nhiều kiểu dáng và ý nghĩa, và có thể được tìm thấy trong nhiều nền văn hóa.

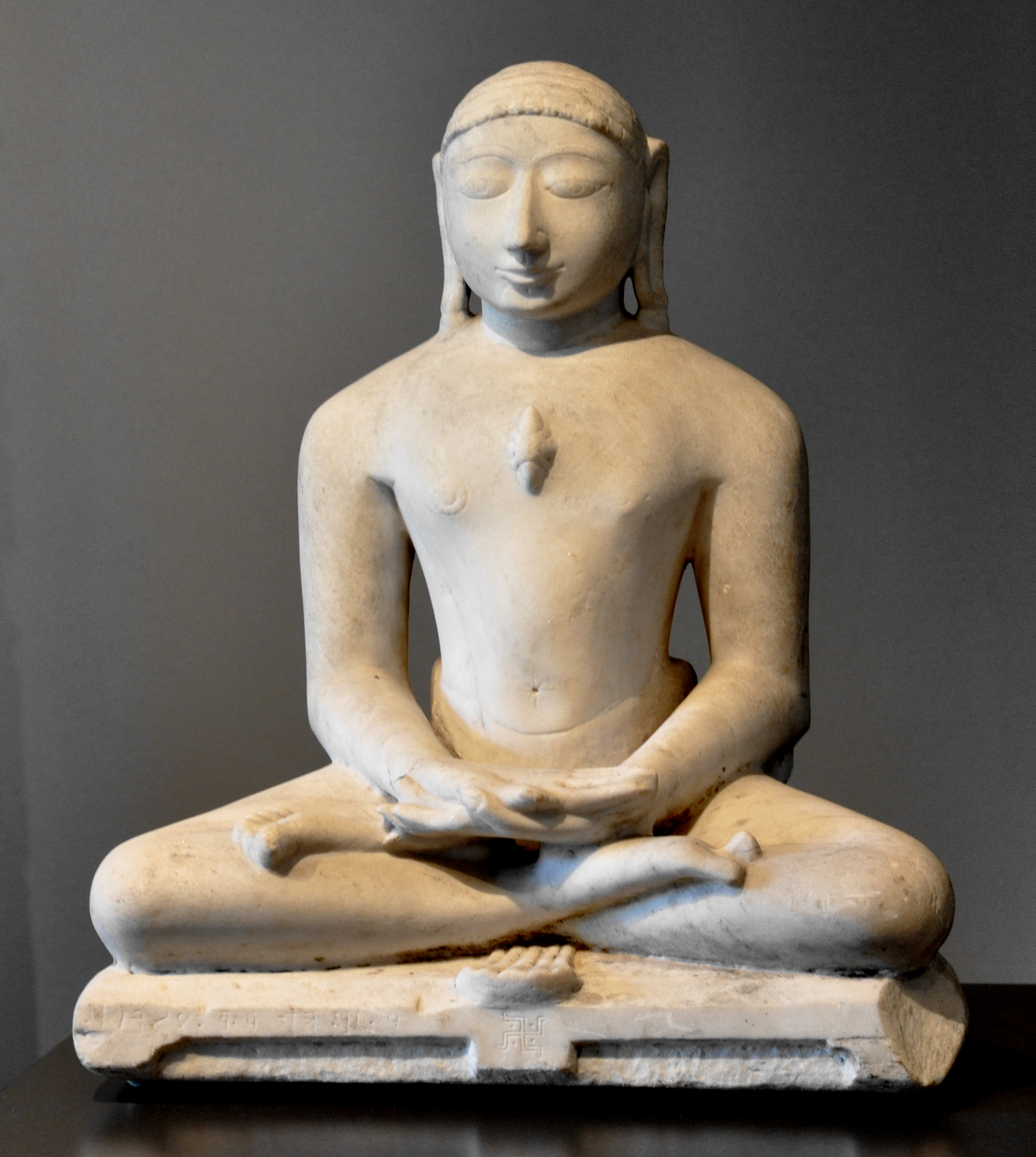
Tượng của Jain Tirthankara Suparshvanath, với biểu tượng chữ Vạn ở phía trước (thế kỷ 14)

Chữ Vạn hoặc swastika 卐 / sauwastika 卍 là một hình dạng hình học và là một biểu tượng tôn giáo cổ xưa trong các nền văn hóa của Á-Âu. Nó được sử dụng như một biểu tượng của thần linh và tâm linh trong các tôn giáo Ấn Độ. Trong thế giới phương Tây, nó là biểu tượng của điềm lành và may mắn cho đến những năm 1930, khi nó bị lợi dụng thành một biểu tượng đặc trưng của Đức quốc xã như là một biểu tượng của bản sắc Aryan và do đó bị kỳ thị bởi sự phân biệt chủng tộc và chống chủ nghĩa phân biệt chủng tộc.
Tên chữ Vạn (swastika) xuất phát từ tiếng Phạn (Devanagari: स्वस्तिक) có nghĩa là 'có lợi cho hạnh phúc' hoặc 'tốt lành'. Trong Ấn Độ giáo, biểu tượng với cánh tay chỉ theo chiều kim đồng hồ (卐) được gọi là swastika, tượng trưng cho surya ('Mặt trời'), thịnh vượng và may mắn, trong khi biểu tượng ngược chiều kim đồng hồ (卍) được gọi là sauvastika, tượng trưng cho ban đêm hoặc khía cạnh Mật tông của Kali. Trong Jaina giáo, chữ Vạn là biểu tượng cho Suparshvanatha- người thứ 7 trong số 24 Tirthankara (vị thầy tâm linh và vị cứu tinh), và trong Phật giáo, nó tượng trưng cho dấu chân tốt lành của Đức Phật. Trong một số tôn giáo Ấn-Âu lớn, chữ Vạn tượng trưng cho những tia sét, đại diện cho thần sấm sét và vua của các vị thần, như Indra trong Ấn Độ giáo Vệ đà, Zeus trong tôn giáo Hy Lạp cổ đại, Jupiter trong tôn giáo La Mã cổ đại và Thor trong tôn giáo Đức cổ đại.
Chữ Vạn là một biểu tượng được tìm thấy rộng rãi trong cả lịch sử loài người và thế giới hiện đại. Trong các hình thức khác nhau, nó còn được biết đến (theo các ngôn ngữ châu Âu khác nhau) là ' fylfot, gammadion, tetraskelion hoặc cross cramponnée (một thuật ngữ trong huy hiệu Anglo-Norman); Tiếng Đức: Hakenkreuz; Tiếng Pháp: croix gammée. Ở Trung Quốc nó được đặt tên là 萬 (Vạn, pinyin: Wàn), nghĩa gốc là "10 ngàn" nhưng còn có nghĩa chuyển là "mọi thứ" (như vạn vật thường được hiểu là "mọi vật", hay trong câu "vạn sự như ý") và coi nó là một chữ, do vậy 卍 hay được gọi là "Vạn tự" (萬字 - pinyin: Wànzì), phát âm là Manji trong tiếng Nhật và trong tiếng Việt gọi là chữ Vạn. Hình chữ Vạn thường có dạng hình chữ thập, hai vạch có chiều dài bằng nhau và vuông góc với các vạch liền kề, mỗi vạch uốn cong ở chính giữa theo một góc vuông. Biểu tượng này được tìm thấy trong các di tích khảo cổ của Văn minh Indus Valley và Mesopotamia, cũng như trong các tác phẩm nghệ thuật đầu tiên của người Byzantine và Thiên chúa giáo.
Chữ Vạn được một số tổ chức áp dụng trong Thế chiến I Châu Âu trước đó, và sau đó là Đảng Quốc xã và Đức Quốc xã trước Thế chiến II. Nó được Đảng Quốc xã sử dụng để tượng trưng cho niềm tự hào dân tộc của Đức. Đối với người Do Thái và kẻ thù của Đức Quốc xã, nó trở thành biểu tượng của chủ nghĩa chống đối và khủng bố. Ở nhiều nước phương Tây, chữ Vạn được xem là biểu tượng của chủ nghĩa siêu chủng tộc và sự đe dọa vì mối liên hệ với chủ nghĩa phát xít. Sự tôn trọng biểu tượng chữ Vạn trong các nền văn hóa châu Á, trái ngược với sự kỳ thị của biểu tượng phương Tây, đã dẫn đến các giải thích sai lầm và hiểu lầm.

## Lịch sử
Ở Ấn Độ thời xưa, Phật giáo Bắc Truyền, Bà-la-môn, Kỳ na giáo, đều sử dụng chữ này. Đầu tiên, người Ấn Độ cho rằng phù hiệu nầy là sợi lông xoắn ở ngực của Brahma, Tỳ thấp nô (Phạn ngữ: Visnu), Cát Lật Sát Noa (Phạn: Krsna) và thông thường coi đây là dấu hiệu của sự tốt lành, thanh tịnh, tròn đầy.
Theo công trình nghiên cứu của tiến sĩ Quang Đảo Đốc ở trường đại học Quốc Sĩ Quán, Nhật Bản thì chữ Vạn vốn không phải là chữ viết. Bắt đầu từ thế kỷ thứ VIII trước Công Nguyên đã thấy ghi trong đạo Bà-la-môn ở lồng ngực của thần chú Tỳ Thấp Noa với ký hiệu là vátsa, cho tới thế kỷ thứ III trước Công Nguyên mới được dùng trong kinh Phật Bắc Truyền. Đến thế kỷ thứ nhất của Công Nguyên lại đổi tên thành svastiko, vốn là tướng hình trôn ốc túm lông đầu con trâu, lại biến thành lông ngực của thần chủ Tỳ Thấp Noa, sau đó trở thành một trong 16 tướng tốt, rồi lại thành một trong 32 tướng tốt.

Biểu tượng Chữ Vạn được sử dụng trên Quốc kỳ và Đảng kỳ của Đức Quốc xã.

Theo kinh Trường A Hàm (kinh Phật Bắc Truyền), chữ Vạn là tướng tốt thứ 16 nằm trước ngực của Phật (Theo quan điểm của Phật Giáo Đại Thừa). Theo Đại Tất Già ni càn tử sở thuyết kinh quyển 6, chữ Vạn là tướng tốt thứ 80 của Thích Ca Mâu Ni, nằm trước ngực. Trong Thập địa kinh luận quyển 12 có nói, khi Bồ Tát Thích Ca chưa thành Phật, giữa ngực có tướng chữ Vạn kim cương, biểu thị công đức trang nghiêm. Nhưng Kinh Phương Quảng Đại Trang Nghiêm quyển 3 có nói đầu tóc của Phật cũng có 5 tướng chữ Vạn. Trong Hữu bộ Tỳ nại Da tạp sự quyển 29 nói: Ở lưng của Phật cũng có tướng chữ Vạn. Trong kinh Đại Bát Nhã quyển 381 nói rằng: chân tay và trước ngực của Phật đều có "Cát tướng hỷ toàn" để biểu thị công đức của Phật, tức là chữ Vạn.
Cưu Ma La Thập và Huyền Trang dịch chữ Vạn là chữ Đức, ngài Bồ Đề Lưu Chi thì dịch là chữ Vạn, biểu thị ý nghĩa công đức tràn đầy. Nhưng âm của chữ Srivatsalaksana ban đầu không được đưa vào kinh truyện, đến năm 639, thời Võ Tắc Thiên, mới đặt ra chữ này, đọc là Vạn và cho rằng chữ này có ý nghĩa là nơi nhóm hợp của muôn điều tốt lành.
Năm 1935 – Đức Quốc Xã ban hành luật tước đoạt quyền công dân của người Do Thái tại Đức và đổi quốc kỳ mới có chữ Vạn.
Một số người ngày nay cho rằng chữ Vạn như này (卍) là chữ vạn trong tôn giáo. Tuy nhiên, trong cờ hiệu của Adolf Hitler thì chữ vạn (như trong Quốc kỳ Đức Quốc xã) không được sử dụng mà thay vào đó là chữ vạn 卐.